# Barbara Könitz
Barbara Könitz (* 18. Februar 1940 in Dortmund) ist eine deutsche Politikwissenschaftlerin.

## Leben
Könitz studierte Rechtswissenschaft, Politikwissenschaft und Neuere Geschichte an der Rheinischen Friedrich-Wilhelms-Universität Bonn, der Universität zu Köln und der Universität Complutense Madrid (Diplom). Von 1965 bis 1970 war sie wissenschaftliche Assistentin der lateinamerikanischen Abteilung am Arnold-Bergstraesser-Institut in Freiburg im Breisgau.
Von 1970 bis 1977 war sie wissenschaftliche Mitarbeiterin des Sozialwissenschaftlichen Forschungsinstituts der Konrad-Adenauer-Stiftung in Sankt Augustin. 1978 wurde sie Referentin für politische Bildung des Deutschen Bundeswehrverbandes in Bonn. 1979 übernahm sie das Referent für Kultur und staatsbürgerliche Bildung in der Bundesgeschäftsstelle des Bundes der Vertriebenen in Bonn. Von 1985 bis 1987 war sie Generalsekretärin des Bundes der Mitteldeutschen in Bonn. 1988 wurde sie Hauptgeschäftsführerin, von 1971 bis 1988 war sie bereits Vorstandsmitglied, der Deutschen Atlantischen Gesellschaft in Bonn.
Könitz ist Mitglied der Deutschen Gesellschaft für Auswärtige Politik. Sie veröffentlichte u. a. in der Österreichischen Zeitschrift für Aussenpolitik, in der Zeitschrift Die Politische Meinung und in der Zeitschrift Europäische Wehrkunde.
Ferner war sie u. a. Mitglied im Bundesfachausschuss Sicherheitspolitik der CDU.

## Schriften (Auswahl)
- Ostdeutsche Weihnacht (= Kulturelle Arbeitshefte, Nr. 1). Bund der Vertriebenen, Bonn 1979.
- Die Russlanddeutschen (= Kulturelle Arbeitshefte, Nr. 3). Bund der Vertriebenen, Bonn 1980.
- Ostdeutsches Weihnachtsbrauchtum (= Kulturelle Arbeitshefte, Nr. 4). Bund der Vertriebenen, Bonn 1980.
- Einheit – Freiheit – Frieden. Versuch einer deutschen Ortsbestimmung (= Kulturelle Arbeitshefte, Nr. 9). Bund der Vertriebenen, Bonn 1983.
- mit Edda Hanisch, Hans-Helmuth Knütter: Die Deutschen und die deutsche Frage (= Deutschlandpolitik, 2). Bund der Vertriebenen, Bonn 1985.
- Menschenrechte im Osten. Beiträge zur Lage der deutschen Volksgruppen in Ost- und Südosteuropa. Bund der Vertriebenen, Bonn 1986.
- Gefahren eines deutschen Sonderweges. Deutschlands Zukunft zwischen Ost und West. 3. Auflage, Deutsche Atlantische Gesellschaft, Bonn 1986.
- mit Sepp Schmidt: Die Abwehr der Türken bei Wien 1683 (= Kulturelle Arbeitshefte, Nr. 10). 2. Auflage, Bund der Vertriebenen, Bonn 1986.
- Deutsche Ostsiedlung. Zur Geschichte Ostdeutschlands und der deutschen Siedlungsgebiete in Ost- und Südosteuropa (= Deutschlandpolitik, 1). 3. Auflage, Bund der Vertriebenen, Bonn 1986.